# Taken by Trees
Taken by Trees est le projet solo de Victoria Bergsman, l'ancienne chanteuse du groupe suédois The Concretes (en).

## Biographie
Victoria Bergsman quitte The Concretes (en) en 2006, après la parution de l'album In Colour. La chanteuse entame une carrière solo sous le nom de Taken by Trees,. Open Field, son premier album, est édité en juin 2007. Il est produit par Björn Yttling, le bassiste de Peter Bjorn and John. Le second, intitulé East of Eden, paraît en septembre 2009. Il est pour moitié enregistré au Pakistan avec la collaboration de musiciens locaux,,.
Le troisième album est disponible depuis octobre 2012 et s'intitule Other Worlds. Enregistré après un voyage à Hawaï, il est produit par Henning Fürst, du duo The Tough Alliance (en),. Le disque comporte des influences dream pop et électro.
Taken by Trees est également connu pour ses reprises de My Girls d'Animal Collective sous le titre My Boys, et de Sweet Child O' Mine des Guns N' Roses.

## Discographie

### Albums
- 2007 : Open Field (Rough Trade)
- 2009 : East of Eden (Rough Trade)
- 2012 : Other Worlds (Secretly Canadian)
- 2018 : Yellow to Blue (ART:ERY / Shir Records)